# Aksana Miańkowa
Aksana Miańkowa białorus. Аксана Мянькова (ur. 28 marca 1982 w Krzyczewiu) – białoruska lekkoatletka specjalizująca się w rzucie młotem.
W 2001 roku zajęła piąte miejsce na mistrzostwach Europy juniorów. Bez powodzenia startowała w 2002 roku na mistrzostwach Europy, a rok później zdobyła w Bydgoszczy młodzieżowe wicemistrzostwo Europy. Odpadła w eliminacjach mistrzostw świata (2003) oraz była piąta na uniwersjadzie (2005). Podczas kolejnych mistrzostw Starego Kontynentu w 2006 roku nie awansowała do finału. Mistrzyni olimpijska z Pekinu – zwycięstwo zapewniła sobie rzutem na odległość 76,34 (ustanowiła tym samym rekord olimpijski). W 2016 roku złoty medal został jej odebrany, a zawodniczka została zdyskwalifikowana pod wykryciu w jej organizmie niedozwolonych środków.
Występowała w pucharze Europy oraz zdobywała medale mistrzostw Białorusi.
W sezonie 2010 zawodniczka nie startowała, przeznaczając ten rok na plany macierzyńskie. 25 września 2010 urodziła córkę – Arinę.
Rekord życiowy: 77,32 (29 czerwca 2008, Mińsk) – rezultat ten jest rekordem Białorusi. 78,69 z 2012 roku został anulowany z powodu stosowania przez zawodniczkę dopingu.

## Osiągnięcia
| Rok  | Impreza                                 | Miejsce       | Lokata            | Wynik |
| ---- | --------------------------------------- | ------------- | ----------------- | ----- |
| 2001 | Mistrzostwa Europy juniorów             | Grosseto      | 5. miejsce        | 59,24 |
| 2002 | Mistrzostwa Europy                      | Monachium     | el. – 27. miejsce | 60,13 |
| 2003 | Młodzieżowe mistrzostwa Europy          | Bydgoszcz     | 2. miejsce        | 67,58 |
| 2003 | Mistrzostwa świata                      | Paryż         | el. – 22. miejsce | 64,11 |
| 2005 | I liga pucharu Europy                   | Leiria        | 4. miejsce        | 62,24 |
| 2005 | Uniwersjada                             | Izmir         | 5. miejsce        | 69,09 |
| 2006 | Zimowy puchar Europy                    | Tel Awiw-Jafa | 7. miejsce        | 67,70 |
| 2006 | I liga pucharu Europy                   | Praga         | 1. miejsce        | 73,62 |
| 2006 | Mistrzostwa Europy                      | Göteborg      | el. – 23. miejsce | 62,85 |
| 2007 | Superliga pucharu Europy                | Monachium     | 2. miejsce        | 73,03 |
| 2008 | Superliga pucharu Europy                | Annecy        | 1. miejsce        | 75,97 |
| 2008 | Igrzyska olimpijskie                    | Pekin         | 1. miejsce        | 76,34 |
| 2009 | Mistrzostwa świata                      | Berlin        | el. – 13. miejsce | 69,58 |
| 2012 | Igrzyska olimpijskie                    | Londyn        | 7. miejsce        | 74,40 |
| 2013 | Superliga drużynowych mistrzostw Europy | Gateshead     | 4. miejsce        | 72,11 |
| 2013 | Mistrzostwa świata                      | Moskwa        | el. – 22. miejsce | 66,65 |
| 2014 | Mistrzostwa Europy                      | Zurych        | el. – 14. miejsce | 66,92 |